# Zamarada lequeuxi
Zamarada lequeuxi är en fjärilsart som beskrevs av Claude Herbulot 1983. Zamarada lequeuxi ingår i släktet Zamarada och familjen mätare. Inga underarter finns listade i Catalogue of Life.